# Deere & Company
 For alternative betydninger, se John Deere (smed).
Deere & Company (NYSE: DE), (også kendt som John Deere efter virksomhedens største mærke), er en amerikansk fabrikant af jordbrugsredskaber og -maskiner, entreprenørmaskiner, dieselmotorer og drivlinjer. Koncernens omsætning var i 2013 på 37,795 mia. amerikanske dollar, og der var i alt 67.000 ansatte. Koncernens omsætning gjorde den til verdens største virksomhed indenfor sit felt. Selskabet blev grundlagt i 1837 og fik sit navn efter selskabets amerikanske grundlægger John Deere, der blev født i 1804. 
Deere er børsnoteret på New York Stock Exchange med symbolet DE. Virksomhedens slogan er "Nothing Runs Like a Deere" og logoet er en springende hjort med ordene 'JOHN DEERE' nedenunder. Logoet har forskellige farver afhængigt af, om det benyttes til jordbrugsmaskiner eller entreprenørmaskiner. Jordbrugsmaskinerne har en karakteristisk grøn farve i sammensætning med gul.